# ساحة الاتحاد
ساحة الاتحاد (بالإنجليزية: يونيون سكوير) في مدينة سان فرانسيسكو في ولاية كاليفورنيا هي ساحة عامة مساحتها 2,6 آكر يحدها من جهاتها الأربع أربع شوارع رئيسية وهي قيري، باول، بوست، ستاكتون. تعتبر المنطقة المحيطة بـساحة الاتحاد مركزاً للتسوق والفنادق الكبرى والمسارح والمعارض الفنية حيث تعد هذه المنطقة واحدةً من أكبر مراكز التسوق في الولايات المتحدة الأمريكية مما جعلها وجه سياحية رئيسية. تقع ساحة الاتحاد في وسط مدينة سان فرانسيسكو في واحد من أحياء التسوق الرئيسية في العالم.
سًميت الساحة بهذا الاسم لأنها كانت مركزاً للمؤيدين للجيش الاتحادي في الحرب الأهلية الأمريكية. تعتبر ساحة الاتحاد من المعالم التاريخية لولاية كاليفورنيا.